# Saint-Gladie-Arrive-Munein
Pour les articles homonymes, voir Arrive, Gladie et Munein.
Saint-Gladie-Arrive-Munein (en béarnais Sent-Gladia-Arriba-Munenh ou Sén-Gladie-Arribe-Munégn) est une commune française, située dans le département des Pyrénées-Atlantiques en région Nouvelle-Aquitaine.

## Géographie

### Localisation
La commune de Saint-Gladie-Arrive-Munein se trouve dans le département des Pyrénées-Atlantiques, en région Nouvelle-Aquitaine.
Elle se situe à 77 km par la route de Pau, préfecture du département, à 39 km d'Oloron-Sainte-Marie, sous-préfecture, et à 29 km d'Orthez, bureau centralisateur du canton d'Orthez et Terres des Gaves et du Sel dont dépend la commune depuis 2015 pour les élections départementales.
La commune fait en outre partie du bassin de vie de Sauveterre-de-Béarn.
Les communes les plus proches sont : 
Guinarthe-Parenties (1,4 km), Osserain-Rivareyte (1,6 km), Sauveterre-de-Béarn (2,2 km), Espiute (2,8 km), Andrein (2,8 km), Barraute-Camu (3,0 km), Autevielle-Saint-Martin-Bideren (3,4 km), Burgaronne (3,9 km).
Sur le plan historique et culturel, Saint-Gladie-Arrive-Munein fait partie de la province du Béarn, qui fut également un État et qui présente une unité historique et culturelle à laquelle s’oppose une diversité frappante de paysages au relief tourmenté.

### Communes limitrophes
Les communes limitrophes sont  Barraute-Camu, Domezain-Berraute, Espiute, Etcharry, Guinarthe-Parenties, Montfort, Osserain-Rivareyte, Sauveterre-de-Béarn et Tabaille-Usquain.
| Guinarthe-Parenties | Sauveterre-de-Béarn        | Barraute-Camu             |
| Osserain-Rivareyte  | Saint-Gladie-Arrive-Munein | Montfort                  |
| Domezain-Berraute   | Etcharry                   | Tabaille-Usquain, Espiute |

### Hydrographie

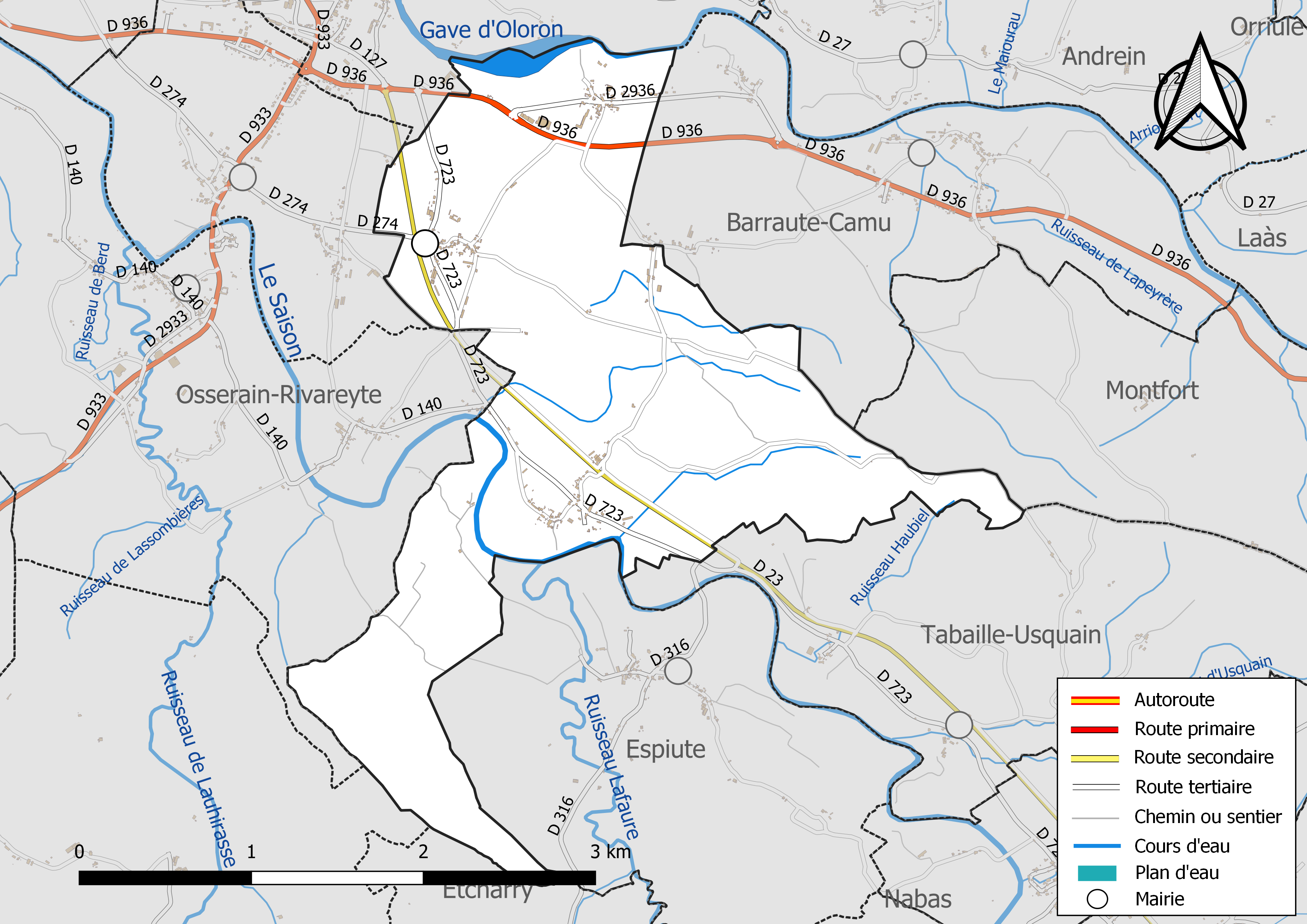
Réseaux hydrographique et routier de Saint-Gladie-Arrive-Munein.

La commune est drainée par le gave d'Oloron, le Saison, le ruisseau Haubiel et par divers petits cours d'eau, constituant un réseau hydrographique de 8 km de longueur totale,.
Le gave d'Oloron, d'une longueur totale de 148,8 km, prend sa source dans la commune de Laruns et s'écoule vers le nord-ouest. Il traverse la commune et se jette dans le gave de Pau à Sorde-l'Abbaye, après avoir traversé 64 communes.
Le Saison, d'une longueur totale de 72,2 km, prend sa source dans la commune de Larrau et s'écoule du sud vers le nord. Il traverse la commune et se jette dans le gave d'Oloron à Autevielle-Saint-Martin-Bideren, après avoir traversé 31 communes.

### Climat
Le climat qui caractérise la commune est qualifié, en 2010, de « climat des marges montargnardes », selon la typologie des climats de la France qui compte alors huit grands types de climats en métropole. En 2020, la commune ressort du type « climat de montagne » dans la classification établie par Météo-France, qui ne compte désormais, en première approche, que cinq grands types de climats en métropole. Pour ce type de climat, la température décroît rapidement en fonction de l'altitude. On observe une nébulosité minimale en hiver et maximale en été. Les vents et les précipitations varient notablement selon le lieu.
Les paramètres climatiques qui ont permis d’établir la typologie de 2010 comportent six variables pour les températures et huit pour les précipitations, dont les valeurs correspondent à la normale 1971-2000. Les sept principales variables caractérisant la commune sont présentées dans l'encadré ci-après.
| Paramètres climatiques communaux sur la période 1971-2000 - Moyenne annuelle de température : 13,7 °C - Nombre de jours avec une température inférieure à −5 °C : 1,2 j - Nombre de jours avec une température supérieure à 30 °C : 6,8 j - Amplitude thermique annuelle : 14 °C - Cumuls annuels de précipitation : 1 279 mm - Nombre de jours de précipitation en janvier : 12,1 j - Nombre de jours de précipitation en juillet : 8,2 j |

Avec le changement climatique, ces variables ont évolué. Une étude réalisée en 2014 par la Direction générale de l'Énergie et du Climat complétée par des études régionales prévoit en effet que la  température moyenne devrait croître et la pluviométrie moyenne baisser, avec toutefois de fortes variations régionales. La station météorologique de Météo-France installée sur la commune et mise en service en 1986 permet de connaître en continu l'évolution des indicateurs météorologiques. Le tableau détaillé pour la période 1981-2010 est présenté ci-après.
| Mois                                  | jan.        | fév.         | mars          | avril           | mai         | juin           | jui.          | août         | sep.          | oct.        | nov.          | déc.           | année    |
| ------------------------------------- | ----------- | ------------ | ------------- | --------------- | ----------- | -------------- | ------------- | ------------ | ------------- | ----------- | ------------- | -------------- | -------- |
| Température minimale moyenne (°C)     | 2           | 2,5          | 4,6           | 6,5             | 10,4        | 13,4           | 15,2          | 15,3         | 12,3          | 9,4         | 5,2           | 2,7            | 8,3      |
| Température moyenne (°C)              | 7           | 8            | 10,6          | 12,3            | 16,4        | 19,2           | 21,3          | 21,5         | 18,6          | 15,2        | 10,2          | 7,4            | 14       |
| Température maximale moyenne (°C)     | 11,9        | 13,4         | 16,7          | 18,1            | 22,3        | 25,1           | 27,3          | 27,7         | 24,9          | 21          | 15,2          | 12,2           | 19,7     |
| Record de froid (°C) date du record   | −8 07.01.17 | −11 12.02.12 | −9 01.03.05   | −3,5 04.04.1996 | 0 06.05.19  | 4,5 02.06.1987 | 7 21.07.01    | 6 29.08.1998 | 2 30.09.1988  | −2 16.10.09 | −9 23.11.1988 | −10,5 25.12.01 | −11 2012 |
| Record de chaleur (°C) date du record | 25 01.01.22 | 27 16.02.20  | 30 21.03.1990 | 32,5 28.04.10   | 37 28.05.01 | 41 21.06.03    | 40,7 30.07.20 | 42 01.08.04  | 39,5 12.09.16 | 35 04.10.04 | 28,7 01.11.20 | 24 19.12.15    | 42 2004  |
| Précipitations (mm)                   | 117,6       | 104,3        | 101,1         | 126,5           | 111,2       | 80,8           | 67,1          | 79,7         | 97,4          | 123,5       | 154,9         | 129,2          | 1 293,3  |

### Milieux naturels et biodiversité

#### Réseau Natura 2000
Le réseau Natura 2000 est un réseau écologique européen de sites naturels d'intérêt écologique élaboré à partir des Directives « Habitats » et « Oiseaux », constitué de zones spéciales de conservation (ZSC) et de zones de protection spéciale (ZPS).
Deux sites Natura 2000 ont été définis sur la commune au titre de la « directive Habitats », : 
- « le Saison (cours d'eau) », d'une superficie de 2 200 ha, un cours d'eau de très bonne qualité à salmonidés[19] ;
- « le gave d'Oloron (cours d'eau) et marais de Labastide-Villefranche », d'une superficie de 2 547 ha, une rivière à saumon et écrevisse à pattes blanches[20].

#### Zones naturelles d'intérêt écologique, faunistique et floristique
L’inventaire des zones naturelles d'intérêt écologique, faunistique et floristique (ZNIEFF) a pour objectif de réaliser une couverture des zones les plus intéressantes sur le plan écologique, essentiellement dans la perspective d’améliorer la connaissance du patrimoine naturel national et de fournir aux différents décideurs un outil d’aide à la prise en compte de l’environnement dans l’aménagement du territoire.
Une ZNIEFF de type 2 est recensée sur la commune, : 
le « réseau hydrographique du gave d'Oloron et de ses affluents » (6 885,32 ha), couvrant 114 communes dont 2 dans les Landes et 112 dans les Pyrénées-Atlantiques.

## Urbanisme

### Typologie
Au 1er janvier 2024, Saint-Gladie-Arrive-Munein est catégorisée commune rurale à habitat dispersé, selon la nouvelle grille communale de densité à sept niveaux définie par l'Insee en 2022.
Elle est située hors unité urbaine et hors attraction des villes,.

### Occupation des sols

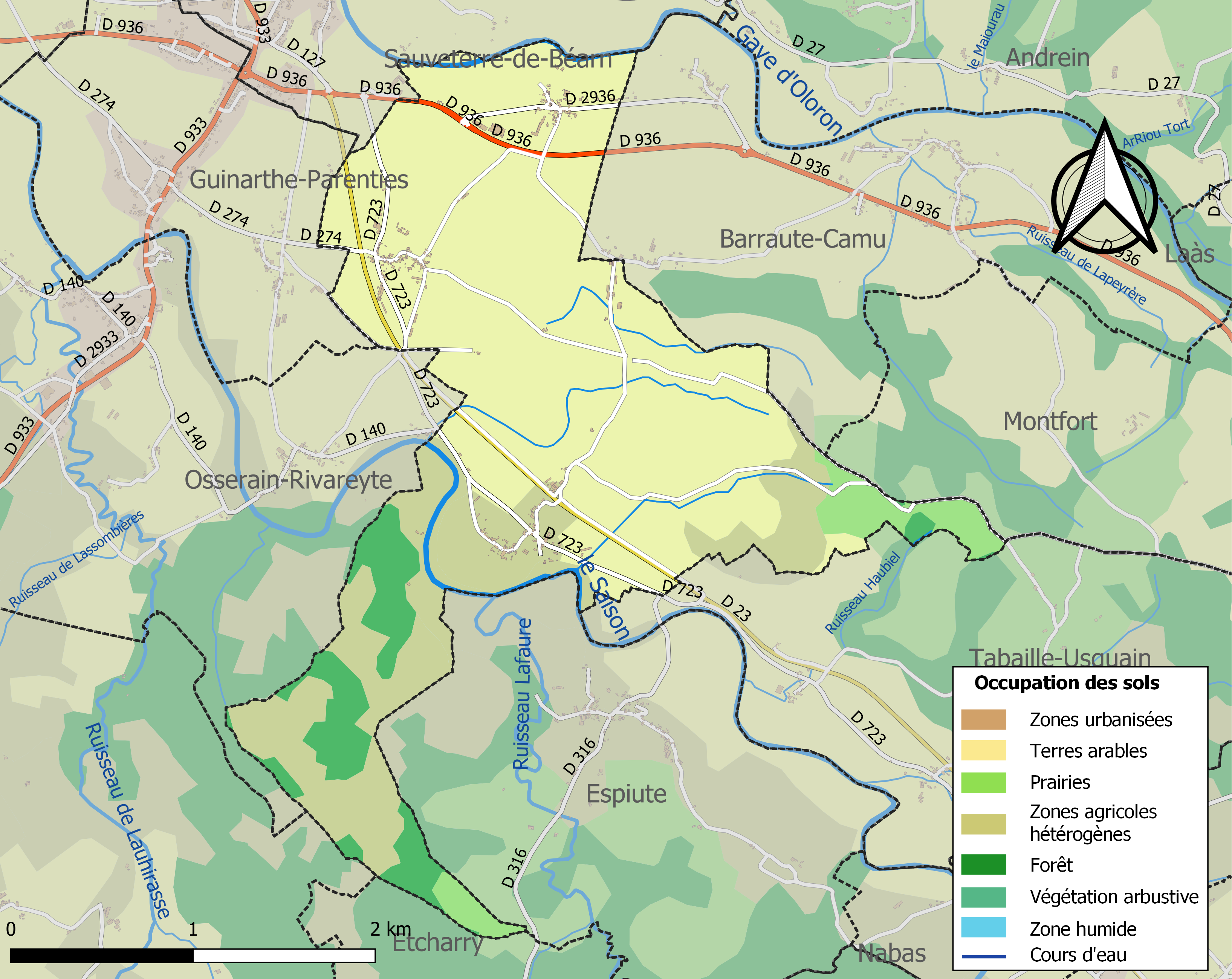
Carte des infrastructures et de l'occupation des sols de la commune en 2018 (CLC).

L'occupation des sols de la commune, telle qu'elle ressort de la base de données européenne d’occupation biophysique des sols Corine Land Cover (CLC), est marquée par l'importance des territoires agricoles (91,8 % en 2018), en augmentation par rapport à 1990 (87,9 %). La répartition détaillée en 2018 est la suivante : 
terres arables (64,4 %), zones agricoles hétérogènes (22,8 %), forêts (8,2 %), prairies (4,6 %). L'évolution de l’occupation des sols de la commune et de ses infrastructures peut être observée sur les différentes représentations cartographiques du territoire : la carte de Cassini (XVIIIe siècle), la carte d'état-major (1820-1866) et les cartes ou photos aériennes de l'IGN pour la période actuelle (1950 à aujourd'hui).

### Lieux-dits et hameaux
- Arrive ;
- Munein ;
- Saint-Gladie.

### Risques majeurs
Le territoire de la commune de Saint-Gladie-Arrive-Munein est vulnérable à différents aléas naturels : météorologiques (tempête, orage, neige, grand froid, canicule ou sécheresse), inondations et séisme (sismicité moyenne). Un site publié par le BRGM permet d'évaluer simplement et rapidement les risques d'un bien localisé soit par son adresse soit par le numéro de sa parcelle.
Certaines parties du territoire communal sont susceptibles d’être affectées par le risque d’inondation par une crue à  débordement lent de cours d'eau, notamment le gave d'Oloron et le Saison. La commune a été reconnue en état de catastrophe naturelle au titre des dommages causés par les inondations et coulées de boue survenues en 1982, 1983, 1998, 2009 et 2016,.

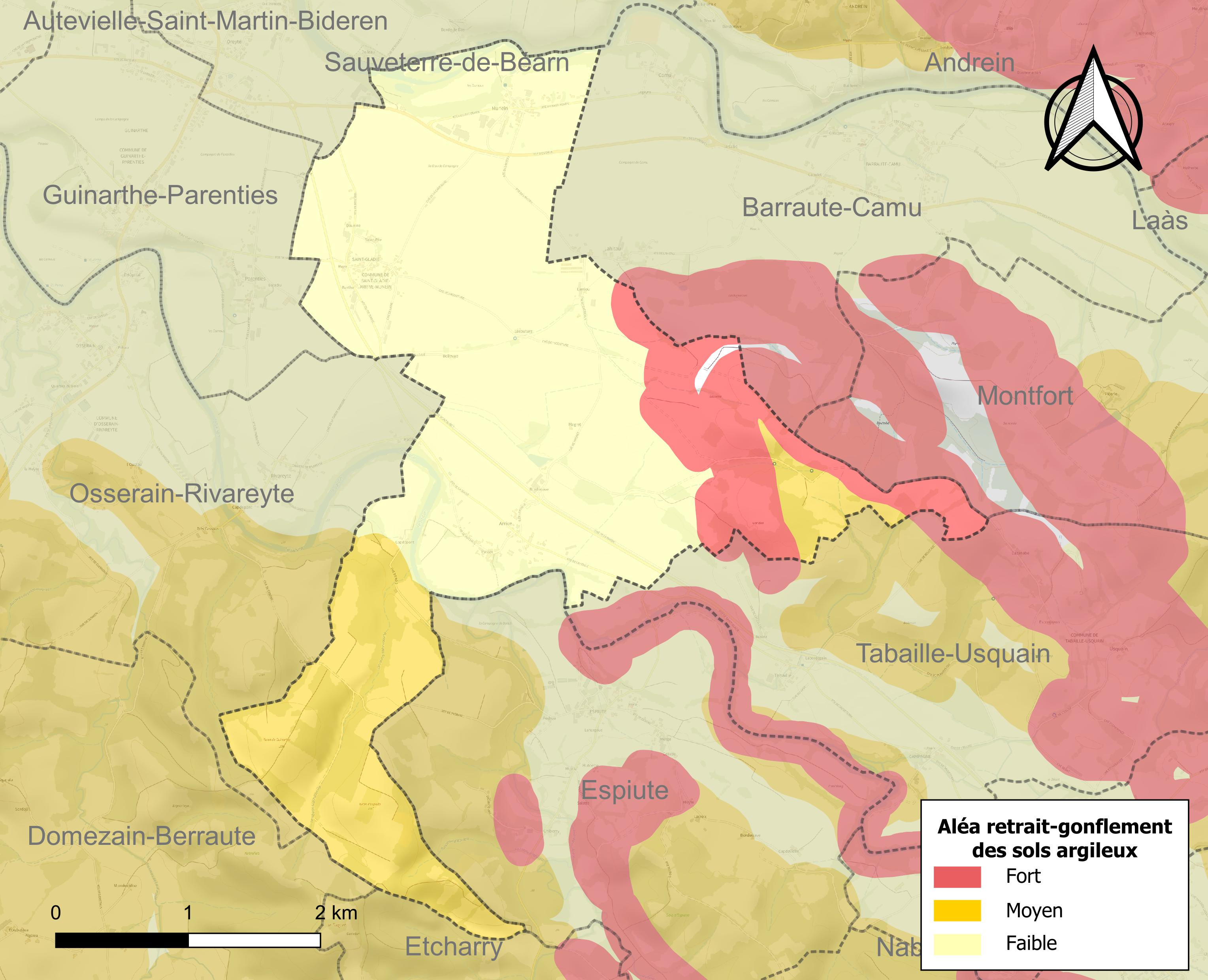
Carte des zones d'aléa retrait-gonflement des sols argileux de Saint-Gladie-Arrive-Munein.

Le retrait-gonflement des sols argileux est susceptible d'engendrer des dommages importants aux bâtiments en cas d’alternance de périodes de sécheresse et de pluie. 35,5 % de la superficie communale est en aléa moyen ou fort (59 % au niveau départemental et 48,5 % au niveau national). Depuis le 1er octobre 2020, en application de la loi ELAN, différentes contraintes s'imposent aux vendeurs, maîtres d'ouvrages ou constructeurs de biens situés dans une zone classée en aléa moyen ou fort,.

## Toponymie

### Attestations anciennes
Le toponyme Saint-Gladie apparaît sous les formes Sanctus-Lidorus (XIIe siècle, collection Duchesne volume CXIV), Sent-Ledie et Sent-Ledier (respectivement 1384 et 1385, notaires de Navarrenx), Sent-Ladie (1385, censier de Béarn), Sent-Ladier et Nostre-Done de Sent-Ladie (respectivement 1391 et 1413, notaires de Navarrenx), Sanladie et Sent-Ladia (respectivement 1538 et 1540, réformation de Béarn) et Saint-Jean-Baptiste de Saint-Gladie (1655, insinuations du diocèse d'Oloron).
Le toponyme Arrive apparaît sous les formes 
Arive (1385, censier de Béarn), Arribe, Aribe, Arriba et Ribbe (respectivement 1538, 1546 et 1548 pour les deux dernières formes, réformation de Béarn) et 
Arrive sur la carte de Cassini (fin XVIIIe siècle).
Michel Grosclaude indique que le toponyme est d’origine gasconne, arriba (du latin ripam) désignant une « terre en bordure d’un cours d’eau ».
Le toponyme Munein apparaît sous les formes Munen (XIe siècle, d'après Pierre de Marca), Munenh (1385, censier de Béarn), Monehn (1472, notaires de Labastide-Villefranche), Memein (1793 ou an II) et Muncin (1801, Bulletin des lois).

### Autres toponymes
L'hydronyme Lafaure apparaît sous les formes la Phaura en 1538 (réformation de Béarn) et la Phaure et 1863.

### Graphie béarnaise
Son nom béarnais est Sent-Gladia-Arriba-Munenh ou Sén-Gladie-Arribe-Munégn.

## Histoire
Paul Raymond note que les communes de Saint-Gladie et de Munein comptaient chacune une abbaye laïque, vassale de la vicomté de Béarn.
En 1385, Saint-Gladie comptait 14 feux, Arrive 9 et Munein 10. Toutes trois dépendaient du bailliage de Sauveterre.
Saint-Gladie, Arrive et Munein se sont réunies le 12 mai 1841.

## Politique et administration
| Période                                  | Période  | Identité          | Étiquette | Qualité |
| ---------------------------------------- | -------- | ----------------- | --------- | ------- |
| Les données manquantes sont à compléter. |          |                   |           |         |
| 1995                                     | 2008     | Victor Loustaunau |           |         |
| 2008                                     | En cours | Gilbert Larroude  |           |         |

### Intercommunalité
La commune fait partie de cinq structures intercommunales :
- le centre intercommunal d'action sociale de Sauveterre-de-Béarn ;
- la Communauté de communes du Béarn des Gaves ;
- le SIGOM ;
- le syndicat intercommunal d'alimentation en eau potable du Saleys et des gaves ;
- le syndicat intercommunal des gaves et du Saleys.

## Population et société

### Démographie
L'évolution du nombre d'habitants est connue à travers les recensements de la population effectués dans la commune depuis 1793. Pour les communes de moins de 10 000 habitants, une enquête de recensement portant sur toute la population est réalisée tous les cinq ans, les populations de référence des années intermédiaires étant quant à elles estimées par interpolation ou extrapolation. Pour la commune, le premier recensement exhaustif entrant dans le cadre du nouveau dispositif a été réalisé en 2004.

En 2022, la commune comptait 198 habitants, en évolution de −1,98 % par rapport à 2016 (Pyrénées-Atlantiques : +3,78 %, France hors Mayotte : +2,11 %).
| 1793 | 1800 | 1806 | 1821 | 1831 | 1836 | 1841 | 1846 | 1851 |
| ---- | ---- | ---- | ---- | ---- | ---- | ---- | ---- | ---- |
| 172  | 105  | 152  | 175  | 112  | 145  | 451  | 449  | 365  |

| 1856 | 1861 | 1866 | 1872 | 1876 | 1881 | 1886 | 1891 | 1896 |
| ---- | ---- | ---- | ---- | ---- | ---- | ---- | ---- | ---- |
| 413  | 369  | 373  | 381  | 396  | 400  | 396  | 380  | 361  |

| 1901 | 1906 | 1911 | 1921 | 1926 | 1931 | 1936 | 1946 | 1954 |
| ---- | ---- | ---- | ---- | ---- | ---- | ---- | ---- | ---- |
| 361  | 345  | 357  | 312  | 292  | 262  | 273  | 260  | 218  |

| 1962 | 1968 | 1975 | 1982 | 1990 | 1999 | 2004 | 2006 | 2009 |
| ---- | ---- | ---- | ---- | ---- | ---- | ---- | ---- | ---- |
| 220  | 230  | 240  | 224  | 209  | 206  | 187  | 187  | 175  |

| 2014 | 2019 | 2022 | - | - | - | - | - | - |
| ---- | ---- | ---- | - | - | - | - | - | - |
| 200  | 198  | 198  | - | - | - | - | - | - |

## Économie
L'activité est principalement agricole. La commune fait partie de la zone d'appellation de l'ossau-iraty.

## Culture locale et patrimoine

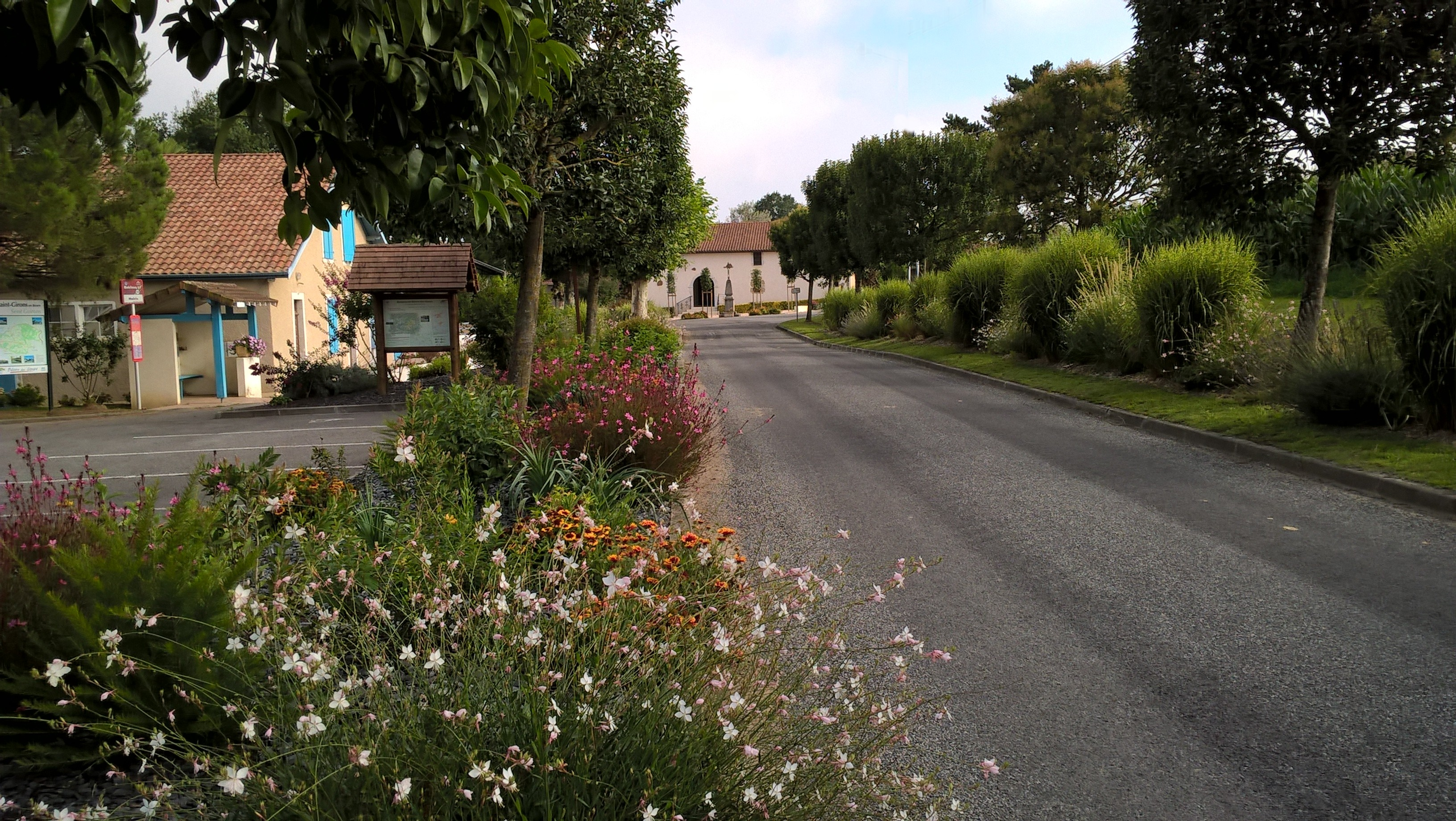
Bourg de St-Girons en Béarn, place de la mairie.

### Patrimoine religieux

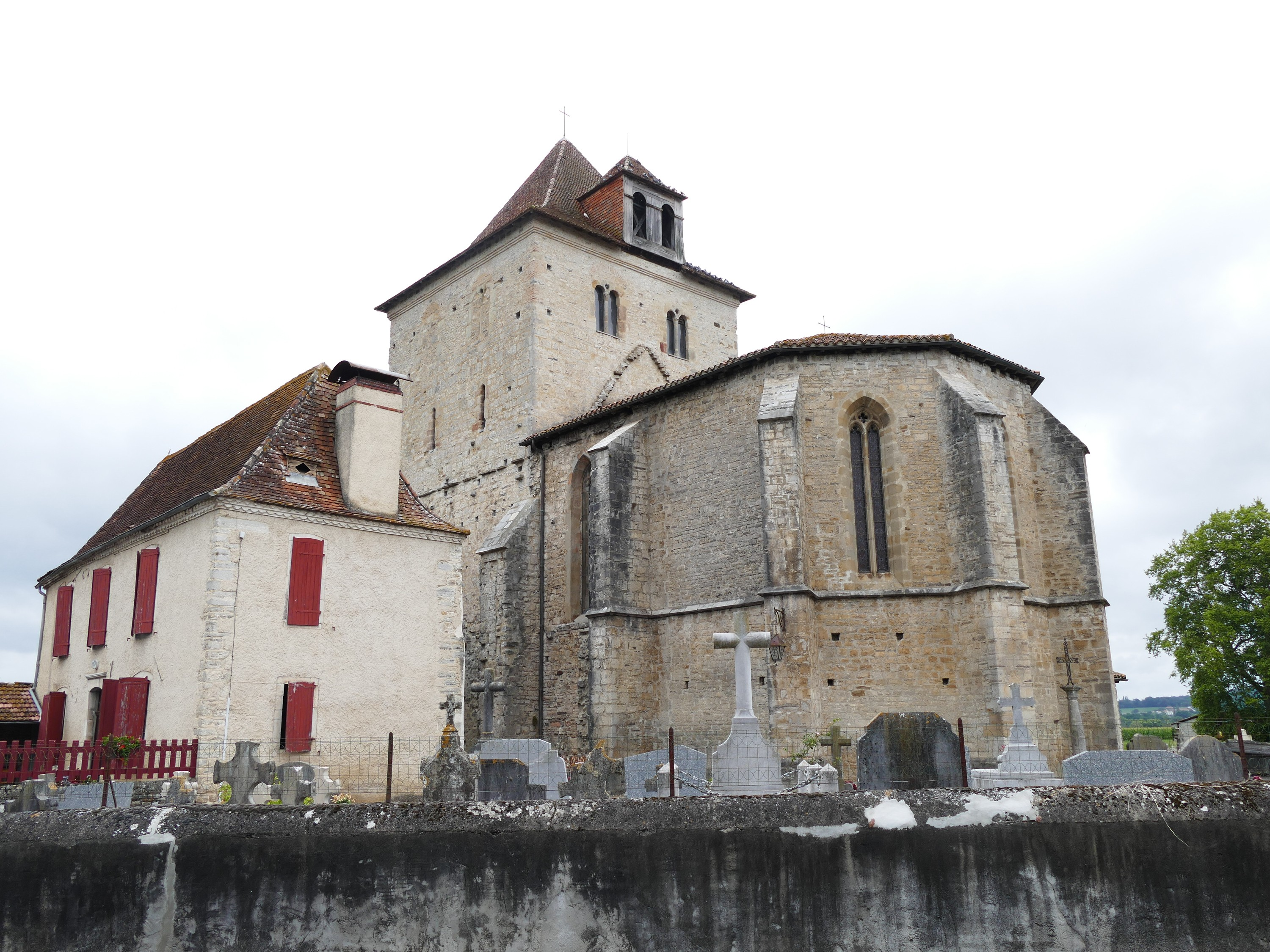
L'église Saint-Jean-Baptiste.

L'église Saint-Jean-Baptiste date des XIIe et XIVe siècles.

## Personnalités liées à la commune
Léon Bérard (1876-1960), ministre de la Justice, académicien, a vécu son enfance à Saint-Gladie. Il repose dans le cimetière, au pied de l'église.